# Perscheloribates minimus
Perscheloribates minimus är en kvalsterart som beskrevs av Sandór Mahunka 1992. Perscheloribates minimus ingår i släktet Perscheloribates och familjen Scheloribatidae. Inga underarter finns listade i Catalogue of Life.